# Metaphycus inviscus
Metaphycus inviscus är en stekelart som beskrevs av Compere 1940. Metaphycus inviscus ingår i släktet Metaphycus och familjen sköldlussteklar.
Artens utbredningsområde är Israel. Inga underarter finns listade i Catalogue of Life.